# Chvostan černý
Chvostan černý, nazývaný také saki černý nebo chvostan satanáš (Chiropotes satanas) je ohrožený druh primáta patřícího do čeledi chvostanovití (Pitheciidae) a rodu Chiropotes. Popsal jej Johann Centurius Hoffmannsegg v roce 1807. Existují dva poddruhy: C. s. chiropotes a C. s. satanas. Rodové jméno Chiropotes odkazuje na to, že tento druh často pije vodu z ruky. Vyskytuje se pouze v Brazílii.

## Výskyt
Chvostan černý se vyskytuje pouze v Brazílii ve státech Maranhão a Pará. Původní areál rozšíření sahal od pravého břehu řeky Tocantins až k východní Amazonii na hranici s Cerradem, ačkoli populace od té doby silně poklesly. Druh dává přednost převážně tropickým deštným pralesům, může žít ale také například v mangrovníkových porostech a jiných typech lesů, včetně druhotných lesních porostů. Preferuje především střední a vrchní stromové patro, kde tráví až 60 % času.

## Popis
Samci chvostanů černých měří na délku 40 až 48 bez ocasu, ocas dosahuje délky 40 až 42 cm. Samice jsou menší než samci, měří 38 až 41 cm a ocas je u nich dlouhý 37 až 42 cm. Průměrná hmotnost se pohybuje mezi 2,6 až 3,2 kg. Pro samce je typické výrazné čelo. Zadní končetiny dosahují větší délky než přední končetiny, palce jsou malé a neschopné plné opozice. Ocas je hustě osrstěný, podobně jako u všech chvostanů. Mláďata se za něj mohou zachytit, dospělci, na rozdíl od mnohých druhů novosvětských opic, tuto schopnost ztrácejí. Srst má černé zbarvení, na zádech má žluté až hnědé odlesky, přesná barva závisí na poddruhu.
Vzhledem se podobá chvostanovi bělonosému; odlišuje jej od něj větší černý vous a černá barva nosu.

## Chování

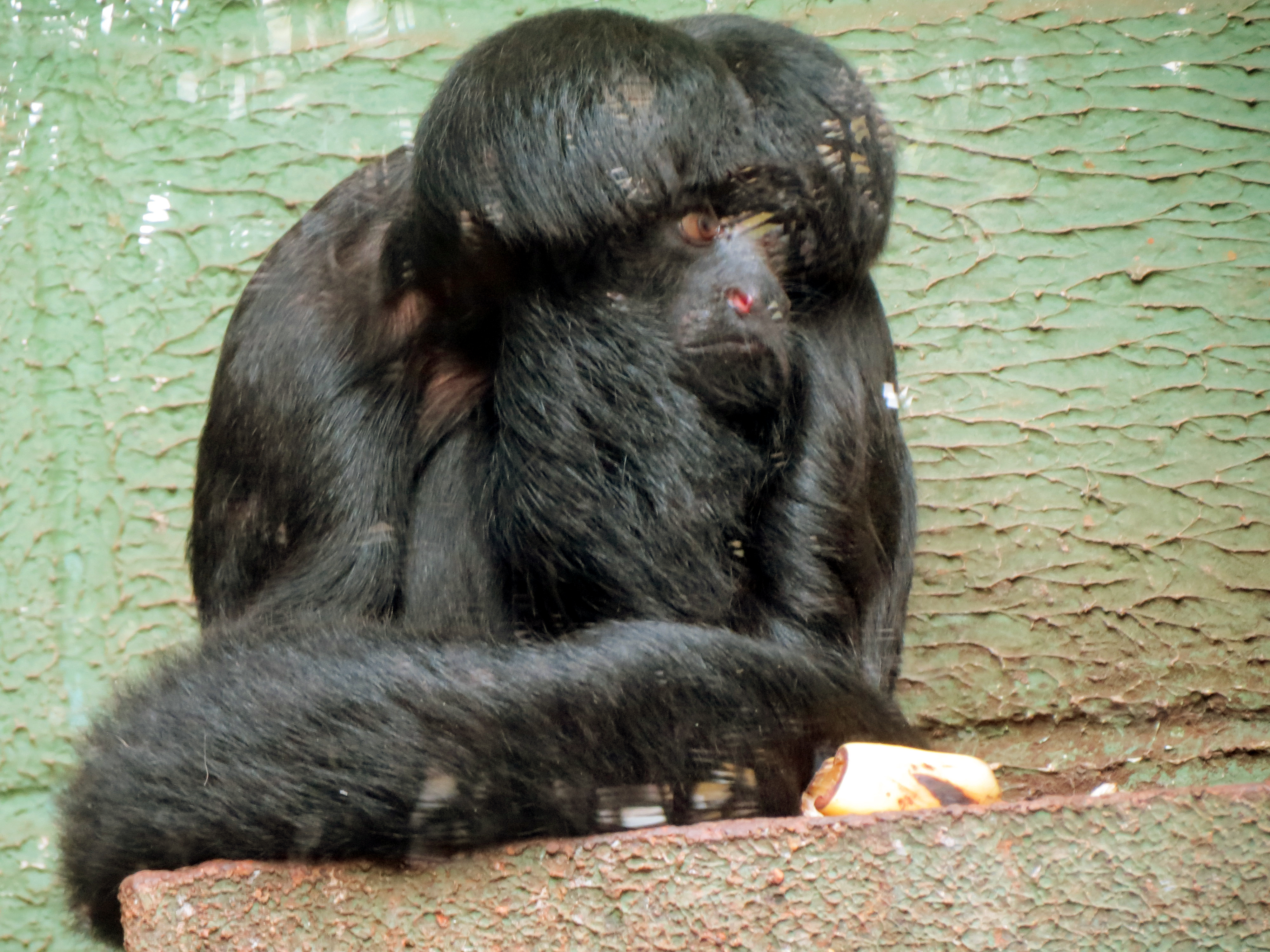
Chvostan černý v ZOO Sorocaba

Chvostan černý je denní kočovná stromová opice, noc tráví na stromech, přičemž místa spánku střídá. Žije v mnohosamcových-mnohosamicových tlupách složených z osmi až čtyřiceti jedinců, některé velké tlupy se však mohou dělit na menší skupinky asi o devíti jedincích. Při putování za potravou se některé opice mohou na kratší čas ztratit, v tomto případě se obvykle přidružují do tlup jiných druhů opic. Chvostani černí spolu komunikují především zvukovými projevy, například slabé zapískání signalizuje ostatním opicím nález potravy, krátký hvizd slouží jako kontaktní signál, případně jako poplach. Chvostani mimoto využívají ke komunikaci řeč těla, například škubání ocasu. V případě ohrožení se chvostani tisknou blízko k sobě.

### Potrava
Chvostan černý je převážně býložravý druh. Specializuje se především na semena nezralých plodů, které tvoří až 66 % jejich jídelníčku. Tvrdé plody dokáže chvostan rozlousknout díky speciálně tvarovaným zubům a čelistem. Konzumace semen nezralých plodů je pro chvostany výhodná; k potravě se dostanou dříve než ostatní druhy opic a nezralá semena zároveň obsahují menší množství toxických látek. Chvostani černí mimoto konzumují také členovce, jako jsou pavouci a hmyz. Zajímavé je, že tento druh praktikuje geofágii. Patrně si tak doplňuje minerální látky, zemina též může napomoci neutralizovat toxiny z potravy. Opice ji také mohou používat při zažívacích potížích, jako je průjem.
Chvostani černí pijí tak, že si nabírají vodu do rukou, což jim vyneslo i jméno Chiropotes („ruční pití“).

### Rozmnožování
O rozmnožování chvostanů černých bylo zjištěno málo informací. Rozmnožovací systém je převážně polygamní, monogamní skupiny jsou vzácné. Většina mláďat se rodí jednou za rok na začátku období dešťů; v tuto dobu je rovněž dostatek potravy. Zbytek informací ohledně rozmnožování bylo určeno na základě křížení chvostana bělonosého s chvostanem černým v zajetí. Doba březosti se odhaduje podle tohoto pozorování na 4 až 5 měsíců, poté se narodí jedno mládě, jež je odstaveno od mateřského mléka po 2 až 3 měsících. O mláďata se starají především samice.

## Ohrožení
Chvostan černý patří mezi nejvzácnější primáty Amazonie. Nebezpečí pro tento druh představuje ztráta přirozeného prostředí následkem těžby dřeva, odvodňování oblastí zemědělci a také stavby silnic a vodních elektráren. Rovněž lov pro kožešinu a maso představuje hrozbu, ocasy tohoto druhu jsou používány jako prachovky. Zbytky chvostanů černých se vyskytují v roztříštěných oblastech, přičemž malý počet jedinců může způsobit problémy v rámci příbuzenského křížení. Mezinárodní svaz ochrany přírody (IUCN) chvostana černého zařadil k roku 2020 mezi ohrožené druhy, předtím byl považován za kriticky ohrožený druh. IUCN přesto předvídá snížení populací o minimálně 50 % v průběhu 30 let. Chvostan černý je zapsán v Úmluvě o mezinárodním obchodu s ohroženými druhy volně žijících živočichů a rostlin, příloha II. Pro jeho zachování je prioritní účinná ochrana stanovišť.

### Přirození nepřátelé
Největšími nepřáteli chvostanů černých mimo člověka je harpyje pralesní (Harpia harpyja) a jaguár americký (Panthera onca). Opice se před nimi ukrývají v korunách stromů a útěkem pomocí skákání ztěžují pronásledovatelům polapení.

## Galerie

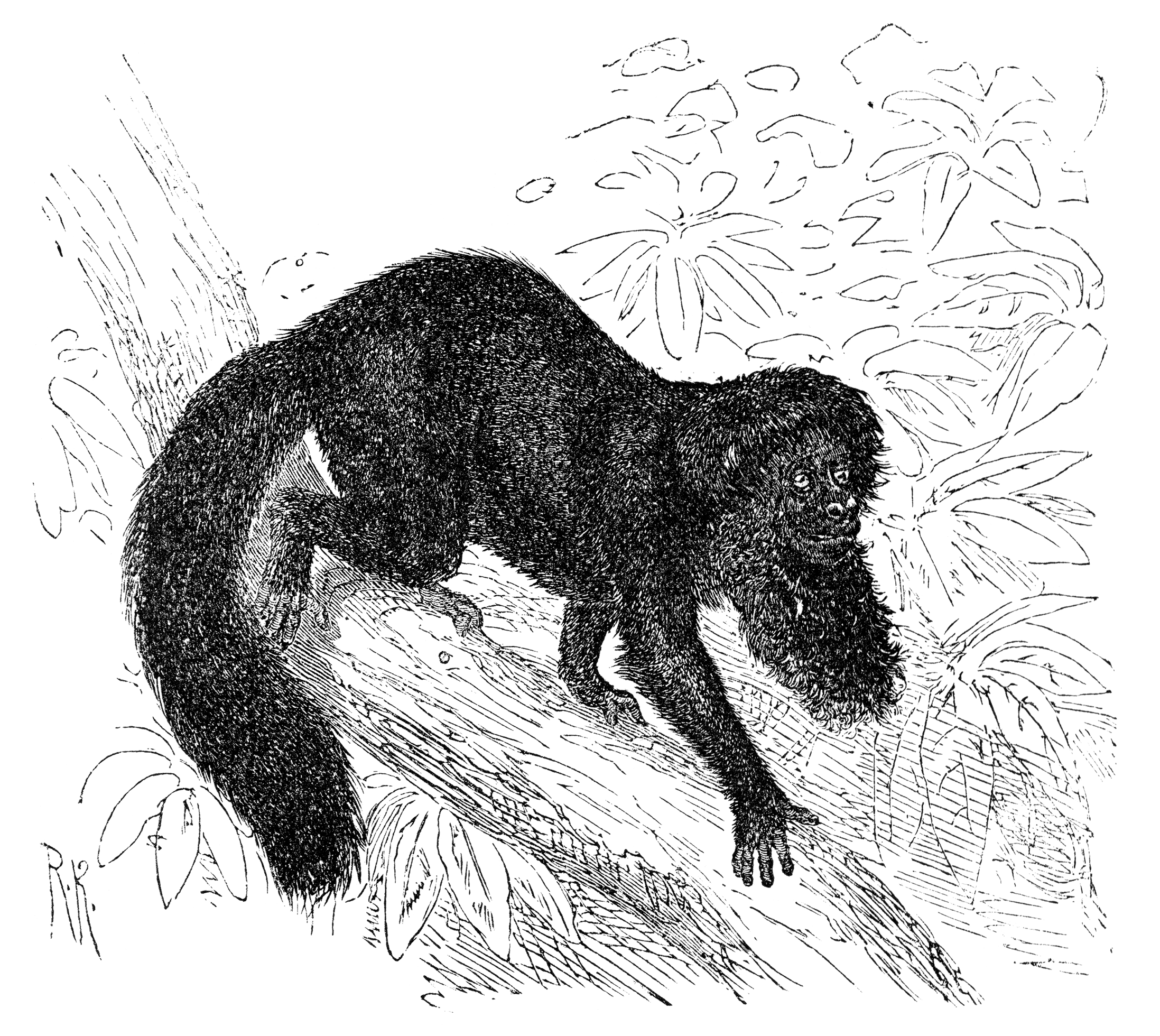
Kresba
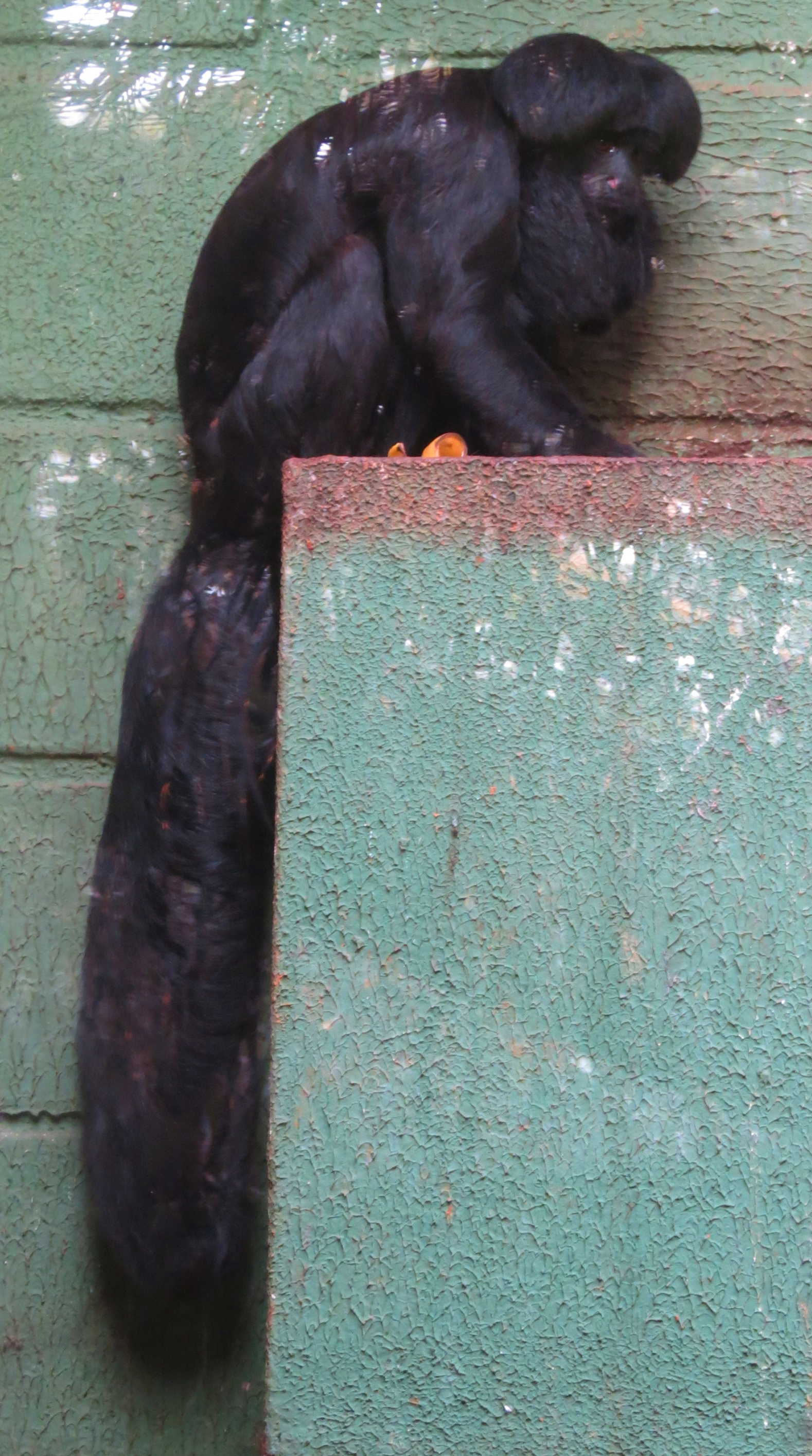
V zajetí
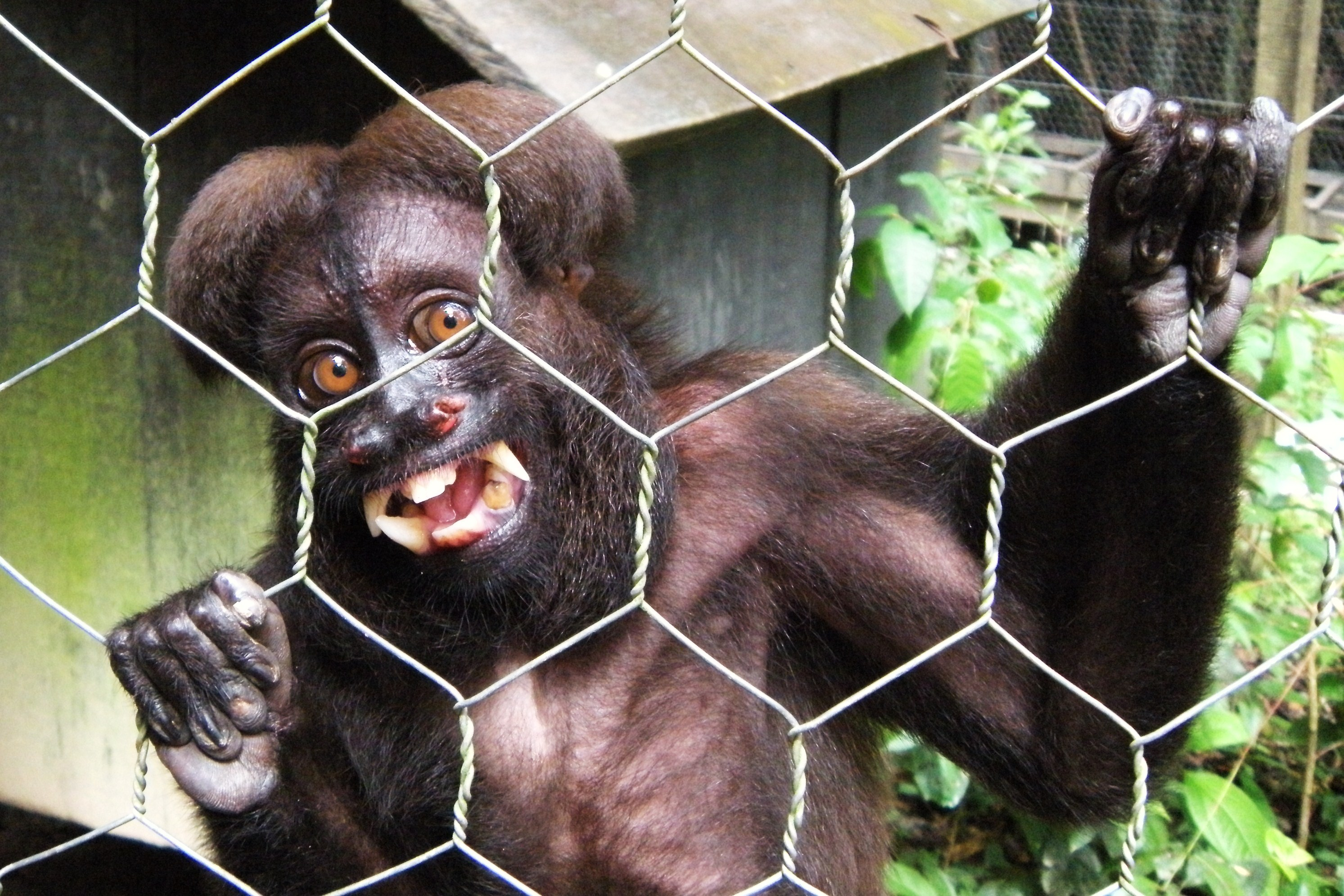
Chvostan černý v zajetí – záběr na zuby